# Christian Sundsdal
Christian Sundsdal, (født i 1972 i Danmark) også bare kaldet Sundsdal er en dansk hiphop pladeproducer.
Sundsdal var rapmusikeren Niarns faste producer. Han har komponeret musikken på alle tre soloalbums Årgang '79, Antihelt og Rød Aalborg
I dag arbejder Sundsdal som fotograf.

## Diskografi

### Har produceret
- 2003 – Diverse – Så Ka I Lære Det (Playground)
- 2004 – Årgang '79 (Copenhagen Records)
- 2006 – Antihelt (Copenhagen Records)
- 2009 - Rød Aalborg (Copenhagen Records)